# کوزویو هایاشیدا
کوزویو هایاشیدا (انگلیسی: Kazuyo Hayashida؛ زادهٔ ۳۰ دسامبر ۱۹۵۳) بازیکن بسکتبال اهل ژاپن بود.